# Back Pages
Back Pages è il diciassettesimo album in studio del gruppo musicale anglo-statunitense America, pubblicato il 26 luglio 2011.
Si tratta di un disco di cover.

## Tracce
1. America (Paul Simon) – 3:40
2. A Road Song (Chris Collingwood, Adam Schlesinger) – 3:15
3. Woodstock (Joni Mitchell) – 3:52
4. Caroline, No (Tony Asher, Brian Wilson) – 3:22
5. Someday We'll Know (Gregg Alexander, Danielle Brisebois, Debra Holland) – 3:37
6. Sailing to Philadelphia (feat. Mark Knopfler) (Mark Knopfler) – 4:57
7. Crying in My Sleep (Jimmy Webb) – 4:41
8. Time of the Season (Rod Argent) – 3:39
9. Something in the Way She Moves (James Taylor) – 4:21
10. On the Way Home (Neil Young) – 2:37
11. Til I Hear It from You (Marshall Crenshaw, Jesse Valenzuela, Robin Wilson) – 3:45
12. My Back Pages (Bob Dylan) – 4:23